# Josep Planas
Josep Planas Sotés (* 14. April 1901 in Barcelona; † 9. April 1977), auch bekannt als José Planas oder Pepe Planas, war ein spanischer Fußballspieler und -trainer.

## Spielerkarriere
Planas begann seine Karriere bei UE Sant Andreu im Jahr 1916. Mit UE Sant Andreu, die damals noch unter dem Namen L'Avenç del Sport spielten, wurde Planas 1919 Meister der zweiten katalanischen Liga. Von 1920 bis 1927 spielte der Katalane für den FC Barcelona, mit dem er fünf Mal die katalanische Meisterschaft und drei Mal den spanischen Pokal gewann. Insgesamt bestritt er, Freundschaftsspiele mit eingeschlossen, 181 Spiele für den FC Barcelona. Nach seiner Station bei Barcelona spielte er noch in Frankreich bei AT Riorges, einem in Rouen ansässigen Klub.
Aufgrund seines mitunter rustikalen Verteidigungsstils trug er den Spitznamen „furia española“ (spanische Furie).

## Trainerkarriere
Als Trainer von Racing de Ferrol im Zeitraum von 1937 bis 1939 konnte er 1939 das Finale des spanischen Pokals erreichen, in dem Racing jedoch mit 2:6 gegen den FC Sevilla verlor.
Von 1940 bis 1941 trainierte er den FC Barcelona, den er in der Liga zunächst zum neunten Platz und in der darauffolgenden Saison zum vierten Platz in der Primera División führte. Mit Real Valladolid (1943–1944) stieg er in der Saison 1943/44 in die dritte Liga ab. 
In der Saison 1946/47 übernahm er bei einem weiteren Erstligisten, bei Espanyol Barcelona, das Traineramt. Dort entging er in dieser Saison nur ganz knapp dem Abstieg.
Im Jahr 1949 war er Trainer der ecuadorianischen Nationalmannschaft.
In seiner Trainerlaufbahn coachte er außerdem mehrere spanische Zweitligisten, namentlich Real Murcia (1930–1931 und 1941–1942), Celta Vigo (1931–1932), Deportivo La Coruña (1933–1934), Real Saragossa (1935 und 1950), FC Granada (1935–1936), Racing de Ferrol (1937–1939) und CD Teneriffa (1954).
Ferner war Planas noch bei Guayaquil, Arenas Club de Getxo, den Cartagena FC und CD San Andrés als Trainer tätig.

## Erfolge
Spieler:
- Copa del Rey: 1922, 1925, 1926
- Katalanische Meisterschaft: 1921, 1922, 1924, 1925, 1926, 1927